# 特里尼蒂县 (加利福尼亚州)
特里尼蒂縣（英語：Trinity County）是美国加利福尼亚州的一个县，县治威化韋利（Weaverville）。根据美国人口普查局2020年统计，共有人口16,112人；人口比例白人約占88.87%、印第安人占4.85%。
特里尼蒂郡為加州最早成立的郡之一，原因是在1850年代由於加州淘金潮興起，很多人到山區建立淘金礦場。而其中有大量中國人從家鄉被招募到加州的礦場當礦工，這使當年該郡的華人人口佔總人口的四分之一左右。而這些華人礦工所留下的足迹，亦散落到本郡各個昔日的礦場，今日的鄉郊小鎮之中。。
當地的《三一學報》創立於1856年，為當地最歷史悠久的文字媒體。

## 外部連結
- 當地報章《Trinity Journal》的電子網頁（英语）（页面存档备份，存于）